# Sandra König

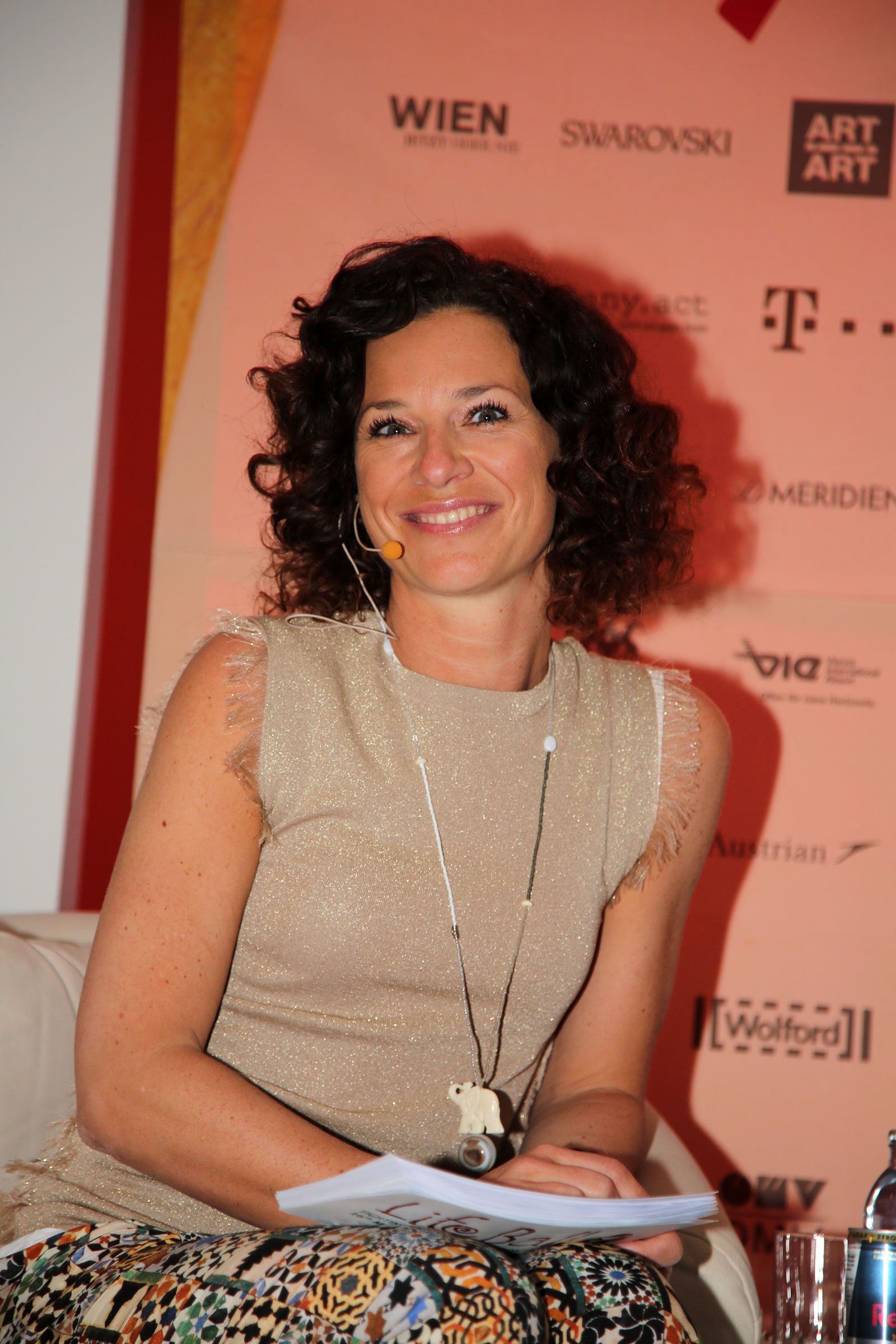
Sandra König (2015)

Sandra König (* 6. August 1975 in Wien) ist eine österreichische Radio- und Fernsehmoderatorin und Verkehrsredakteurin bei Ö3.

## Leben
Begonnen hat ihre Tätigkeit beim Privatradio während ihres Publizistik- und Germanistikstudiums 1995. Nach der Moderation z. B. der „König Sandra Show“ wechselte die Wienerin auch zum Fernsehen. Ihr Debüt gab sie im ATV Sport.

### Ö3 und ORF
Seit dem 1. Jänner 2007 arbeitet sie bei Ö3 als Co-Moderatorin beim Ö3-Wecker. Nebenbei moderiert sie die Ö3-Wochenendplaylist, den Ö3-Supersamstag und gelegentlich die Sonntag-Morgen-Show „Guten Morgen am Sonntag“. Gelegentlich moderiert sie auch die Ö3-Playlist. Im Ö3-Wecker präsentiert sie Verkehrsmeldungen. Im Fernsehen moderiert sie die Licht ins Dunkel Spendengala vom Außenstudio Stephansplatz auf ORF 2. 2014 kommentierte sie mit Peter L. Eppinger den Life Ball. Seit 2013 tritt sie als Quizmasterin in den Jahresrückblicksshows auf ORF eins auf. König moderierte auch im Fernsehen:„Starmania – Das war Starmania“, „Musical – die Show danach“ und die „Helden von Morgen – Die Aftershow“. Für Ö3 meldet sich König von Events, wie dem Donauinselfest. König spielte 2014 zugunsten von Licht ins Dunkel bei der Promi-Millionenshow mit.

## Publikationen
- Guten Morgen, Leben! Deine Morgenroutine – dein Yoga: dein perfekter Start in den Tag, mit Fotografien von Petra Kamenar und Illustrationen von Astrid Fuchs-Levin, Kneipp Verlag, Wien/Graz 2021, ISBN 978-3-7088-0792-8
- Auf die Plätze, Lächeln, los! Wieder mehr Energie für alles, was du liebst, Kneipp Verlag, Wien 2022, ISBN 978-3-7088-0813-0